# 689 Zita
689 Zita è un asteroide della fascia principale del diametro medio di circa 14,36 km. Scoperto nel 1909, presenta un'orbita caratterizzata da un semiasse maggiore pari a 2,3160843 UA e da un'eccentricità di 0,2302494, inclinata di 5,74373° rispetto all'eclittica.
Il suo nome è in onore di Zita di Borbone-Parma, imperatrice d'Austria dal 1916 al 1918.